# Mary Welsh

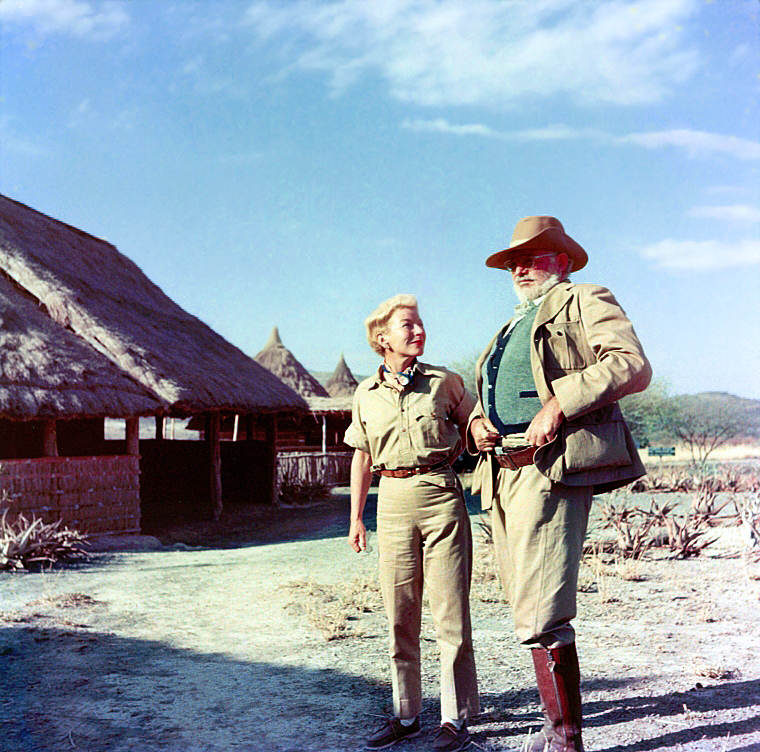
Ernest en Mary Hemingway op safari in Kenia 1953-1954

Mary Welsh Hemingway (Walker, Minnesota, 5 april 1908 – Manhattan 26 november 1986) was een Amerikaanse journaliste, de vierde echtgenote en weduwe van Ernest Hemingway.

## Beginjaren
Ze was de dochter van een houtvester. Ze bezocht Northwestern University en studeerde journalistiek.
Ze trouwde in 1938 met de toneelstudent Lawrence Miller Cook uit Ohio, maar ze scheidden kort erop. Mary verhuisde naar Chicago en werkte er voor de Chicago Daily News, waar ze samenwerkte en bevriend raakte met Will Lang.

## London en Parijs
Tijdens een vakantie naar Londen solliciteerde Mary bij Lord Beaverbrook naar een job bij de Daily Express. Tijdens de oorlog trouwde ze met de Australische journalist Noel Monks. Voor de Tweede Wereldoorlog reisde ze meermaals naar Parijs voor die job. Toen Frankrijk in 1940 in Duitse handen viel, vluchtte ze terug naar Engeland. Ze was verslaggever op persconferenties door Winston Churchill. Ze betichtte Andy Rooney en andere journalisten van plagiaat.

## Hemingway
In 1944 begon ze in Parijs een relatie met Ernest Hemingway. Ze schreven toen allebei voor Time en Life en ze woonden samen in Hôtel Ritz.
In 1945 scheidde Mary Welsh en in maart 1946 trouwde ze in Cuba met Ernest Hemingway.
In augustus 1946 had ze een miskraam na een buitenbaarmoederlijke zwangerschap.
In 1959, na de machtsovername door Fidel Castro verhuisden de Hemingways naar Key West en dan Ketchum, Idaho.
Hemingway schold haar uit en vernederde haar in het publiek, maar toch zorgde ze voor hem toen zijn gezondheid slecht werd.
Na de zelfdoding van Ernest in 1961, verhuisde Mary naar New York en voerde ze zijn literair testament uit. Ze publiceerde A Moveable Feast en andere postume werken.
In 1976 schreef ze haar autobiografie How It Was.
Ze stierf in het hospitaal na een lange ziekte. Volgens haar eigen wens werd ze begraven in Ketchum naast Hemingway.